# (32976) 1996 VK
(32976) 1996 VK est un astéroïde de la ceinture principale d'astéroïdes découvert en 1996.

## Description
(32976) 1996 VK a été découvert le 3 novembre 1996 à l'observatoire de Nihondaira, un observatoire astronomique qui se trouve sur une colline surplombant Shimizu-ku à Shizuoka au Japon, par Takeshi Urata.

### Caractéristiques orbitales
L'orbite de cet astéroïde est caractérisée par un demi-grand axe de 2,68 ua, un périhélie de 2,52 ua, une excentricité de 0,06 et une inclinaison de 7,37° par rapport à l'écliptique. Du fait de ces caractéristiques, à savoir un demi-grand axe compris entre 2 et 3,2 ua et un périhélie supérieur à 1,666 ua, il est classé, selon la JPL Small-Body Database, comme objet de la ceinture principale d'astéroïdes.

### Caractéristiques physiques
(32976) 1996 VK a une magnitude absolue (H) de 14,7 et un albédo estimé à 0,138.